# 산드로 보티첼리
산드로 보티첼리(Sandro Botticelli, 문화어: 싼드로 보띠첼리, 1445년 3월 1일 ~ 1510년 5월 17일)는 이탈리아 초기 르네상스 시대의 대표적인 화가이다. 본명은 알레산드로 디 마리아노 필리페피(Alessandro di Mariano Fillipepi)이지만, '작은 술통'이라는 뜻을 가진 보티첼리라는 이름으로 더 잘 알려져 있다.
메디치 가문과 그 가문의 추종자들의 이미지를 각인시킨 그의 초상화가 아주 중요한 의미를 지닌다. 그의 후기 작품은 고딕 양식을 재수용하면서 감정적으로 강한 표현을 드러내는 특징을 지녔다. 그의 회화가 지니고 있는 몇 가지 요소를 19세기 라파엘 전파의 화가들이 재수용했고, 유겐트슈틸도 선과 장식을 처리하는 방식에서 그로부터 몇 가지를 차용하기도 했다. 그의 아버지인 마리아노 디 반니(Mariano di Vanni)는 제혁업자이다.

## 경력
1464년 프라 필리포 리피의 제자로 들어가 그림을 배우기 시작하였다. 이후 안드레아 델 베로키오의 제자로 들어가 〈성모 마리아와 아기 예수〉를 그렸다. 1470년 독립하여 자신의 공방을 세웠다. 로렌초 데 메디치에게 고용되어 수많은 초상화를 그렸다. 1482년 로마 시스티나 성당의 벽화를 그렸다.
피렌체의 조형적 전통과 스승의 영향이 있었으나, 그의 재능은 본질적으로 다른, 고딕적 전통과 시에나파의 양식과의 결합에 있다. 〈비너스의 탄생〉은 사실적 수법에서 벗어나, 상징과 장식을 강조하여 시적 세계를 이룩한 그의 대표작이다. 만년에는 영광적인 신앙에서 신비적 성격을 띠게 되어 〈신비의 십자가〉 등을 그렸다.
그의 대표작으로는 〈봄〉 (1482년), 〈비너스의 탄생〉(1486년), 〈찬가의 성모〉(Madonna of the Magnificat, 1481년) 그리고〈성모 마돈나〉 (1481년) 등이 있다.